# Диза
Ди́за (лат. Disa) — род многолетних травянистых растений, включённый в трибу Ятрышниковые (Orchideae) семейства Орхидные (Orchidaceae).

## Название
Научное название рода было дано ему в 1767 году шведским ботаником Петером Йонасом Бергиусом. Вероятно, оно образовано от народного названия одного из видов рода.

## Ботаническое описание
Представители рода — многолетние наземные травянистые растения с коротким стеблем и довольно многочисленными листьями.
Цветки одиночные или в густом колосовидном соцветии на конце стебля, заметные. Центральный чашелистик крупный, со шпорцем. Лепестки приросшие к основанию колонки. Губа языковидная. Колонка прямая, расширенная. Каудикула малозаметная.
Плод — сидячая коробочка.
Пыльцевые зёрна морщинистые или крючковатые.

## Ареал
Распространены в тропической Африке, в меньшей степени также на юге Аравийского полуострова.

## Таксономия
|  |                                      |  |                                                         |                                                         |                    |  | ещё 13 семейств (согласно Системе APG III) |                     |                     |                 |
|  |                                      |  |                                                         |                                                         |                    |  |                                            |                     |                     | более 200 видов |
|  |                                      |  |                                                         | порядок Спаржецветные                                   |                    |  |                                            |                     | род Диза            |                 |
|  |                                      |  |                                                         | порядок Спаржецветные                                   |                    |  |                                            |                     | род Диза            |                 |
|  | отдел Цветковые, или Покрытосеменные |  |                                                         |                                                         | семейство Орхидные |  |                                            |                     |                     |                 |
|  | отдел Цветковые, или Покрытосеменные |  |                                                         |                                                         |                    |  |                                            |                     |                     |                 |
|  |                                      |  | ещё 58 порядков цветковых растений (по Системе APG III) | ещё 58 порядков цветковых растений (по Системе APG III) |                    |  |                                            | ещё около 880 родов | ещё около 880 родов |                 |
|  |                                      |  |                                                         | ещё 58 порядков цветковых растений (по Системе APG III) |                    |  |                                            |                     | ещё около 880 родов |                 |

### Синонимы
- Amphigena Rolfe, 1913
- Forficaria Lindl., 1838
- Gamaria Raf., 1838
- Herschelia Lindl., 1830, nom. illeg.
- Herschelianthe Rauschert, 1983, nom. nov.
- ×Herscheliodisa H.P.Linder, 1985
- Monadenia Lindl., 1835
- Orthopenthea Rolfe, 1912
- Penthea Lindl., 1835
- Repandra Lindl., 1826
- Schizodium Lindl., 1838

### Виды
Род включает более 200 видов. Некоторые из них:
- Disa cooperi Rchb.f., 1881 — Диза Купера
- Disa cornuta (L.) Sw., 1800 — Диза крупноцветковая
- Disa crassicornis Lindl., 1838
- Disa hians (L.f.) Spreng., 1826 — Диза разорванная
- Disa incarnata Lindl., 1838 — Диза мясо-красная
- Disa lugens Bolus, 1884 — Диза траурная
- Disa polygonoides Lindl., 1838
- Disa racemosa L.f., 1782 — Диза кистевидная
- Disa sagittalis (L.f.) Sw., 1800 — Диза стреловидная
- Disa spathulata (L.f.) Sw., 1800 — Диза лопатчатая
- Disa tripetaloides (L.f.) N.E.Br., 1889 — Диза трёхлепестковая
- Disa uniflora P.J.Bergius, 1767 — Диза одноцветковая